# 猟奇的な彼女 (テレビドラマ)
『猟奇的な彼女』（りょうきてきなかのじょ）は、TBS系列で2008年4月20日から6月29日まで毎週日曜日21:00 - 21:54（JST）の「日曜劇場」枠で放送されていた連続テレビドラマ。主演は草彅剛（SMAP）で同枠ではゲスト出演した前クールの『佐々木夫妻の仁義なき戦い』に続けての出演であり、日曜劇場は初主演である。

## 概要
2001年に韓国で公開され、2003年には日本でも公開された韓国映画『猟奇的な彼女』をもとに制作された。映画の世界観を残しつつも、オリジナルストーリーを展開する構成となる。場所や人物名などの設定が全て日本に置き換えられている。脚本は坂元裕二。
『猟奇的な彼女』が公開されてから、TBSはドラマ化の権利を獲得しようと映画サイドとの交渉を勧めていた。日本以外にもアジア中のテレビ局にも同様の動きがあったため権利獲得に難航し、映画サイドからの了承を得られなかったが、“チョナン・カン”として韓国で人気を集める草彅を主演に迎えるという条件でドラマ化の権利を得た。

## あらすじ
眞崎三朗の目に入ったのは、酔っぱらっているのかホームをふらふらする髙見凛子。今にも落ちそうである。放っておけない眞崎は、電車が入ってくる寸前、彼女を抱き留め助ける。何もなかったような髙見は完全に酔っぱらっており、彼女のことを気にしながら、電車に乗り込む眞崎。同じ車両の2人。眞崎は、電車の中で相変わらず彼女がふらふらして、そんな状態でも、優先席に座っている若者に、おばあちゃんに席を譲るように注意している姿を目にする、そんな中、突然電車が揺れ……。

## 主要登場人物
眞崎三朗
演 - 草彅剛（SMAP）
本作の主人公。江戸橋大学理学部海洋生物学科「夏目研究室」の講師。仕事では、イルカの研究をしている。温厚で素直な性格。趣味はダイビング。草彅はこのためにライセンスを取得している。また、下記の高見の好む音楽のピアノ演奏も草彅本人が役として作中で行っている。
髙見凛子
演 - 田中麗奈
本作のヒロイン。小説家志望だが、いつも落選しておりアルバイトで生計を立てている。気が強く自分勝手でわがままと、三朗から「サメ女」と言われるほど凶暴な性格だが、正義感が強く、元恋人の俊介を未だ忘れられないという繊細な面も。音楽はパッヘルベルのカノンを好む。
浅倉南
演 - 松下奈緒
三朗の幼馴染で初恋の相手。シーアドベンチャーでイルカの調教師をしていたが、3か月間「夏目研究室」の研究生として赴任する。幼い頃、三朗からもらった笛を大切にしている。『タッチ』の浅倉南と同姓同名で、性格も似ている。
林田若葉
演 - 大石参月
三朗の住むアパートの大家の娘。女子高生で明るい性格。凛子を常に心配している。
林田五月
演 - 市毛良枝
林田若葉の母で、三朗の住むアパート「早春館」の大家。
野々村俊介
演 - 市川染五郎
凛子の元恋人。「君も僕を忘れるから」と言い残し、突然凛子の前から姿を消す。美容師をしていたが、仕事を辞め、家も引越し、その行方は誰も知らない。

### 夏目研究室
如月春夏
演 - 鈴木えみ
五藤茂市
演 - 山田親太朗
湯江朝美
演 - 千野裕子
嶋木優衣
演 - 小久保利恵
曽根雅史
演 - コッセこういち
以上5名は、江戸橋大学理学部海洋生物学科「夏目研究室」の研究生。
祐天寺柚子
演 - 松嶋尚美
江戸橋大学理学部海洋生物学科「夏目研究室」の准教授。お局風の独身女性で、講師の健作から「お一人様」と呼ばれ煙たがられている。結婚願望が強い。教授の夏目とは、かつて恋愛沙汰で何かあったらしい。
数島健作
演 - 谷原章介
江戸橋大学理学部海洋生物学科「夏目研究室」の講師で三郎とは大学時代からの同期。美形だが、ハイテンションな性格。恋愛経験が少ない割に結婚願望が強い。南が好きだが、凛子にも一目惚れしてしまう。
夏目圭輔
演 - 上川隆也
江戸橋大学理学部海洋生物学科「夏目研究室」の教授。「イルカと共に生きる」という書籍を出している有名人だが、教授と言うより漁師のような風貌から、幻滅し研究室を去る学生も多い。肝心な時に的確な助言をするが、自分のこととなると全く駄目。離婚歴があり、子供がいる。

## ゲスト
1回戦
- チャン・ヒョク、八名信夫、あき竹城、蛭子能収、松澤一之、ROLLY、徳山昌守、中西学、岩佐真悠子、キョンジュン、加藤康起、小野敦子

2回戦
- なし

3回戦
- 箕輪はるか（ハリセンボン）

4回戦
- 福井博章、岩尾望（フットボールアワー）

4-5回戦
- 森中進 - 佐々木蔵之介： 野々村の友人。

4-6回戦
- 野々村雪乃 - 貫地谷しほり： 野々村の妹。

6-9回戦
- 高見良祐 - 大東俊介： 凛子の弟。

8-9回戦、最終戦
- 高見誠司 - 蟹江敬三： 凛子の父。
- 高見亜季 - 梅宮万紗子： 誠司の後妻。

8-9回戦
- 祖父江信彦 - 池内博之： 凛子の婚約者。
- 三澤朱音  - 朝倉あき： 夏目の娘。

10回戦、最終戦
- 谷啓： 通りすがりの老人

10回戦
- 岡本麗： 南の叔母。
- 西野恵 - 奥貫薫: 編集者。

最終戦
- 山口佐織 - 香里奈： 三朗の見合い相手。
- 山口教授 - 山田明郷： 松濤大学教授。佐織の父。

## スタッフ
- 脚本：坂元裕二
- 演出：土井裕泰、山室大輔、川嶋龍太郎
- プロデュース：伊與田英徳
- 音楽：河野伸
- 主題歌：米米CLUB「つ・よ・が・り」
- 制作協力：シン・シネ・コミュニケーションズ（韓国の映画制作会社）、ジャニーズ事務所
- 制作：TBSテレビ
- 製作著作：TBS

## 放送日程
| 各回戦                                                    | 放送日  | サブタイトル         | 演出       | 視聴率 | 備考           |
| --------------------------------------------------------- | ------- | -------------------- | ---------- | ------ | -------------- |
| 1回戦                                                     | 4月20日 | 史上最凶の純愛       | 土井裕泰   | 13.5%  | 75分スペシャル |
| 2回戦                                                     | 4月27日 | 恋は、タイミング     | 土井裕泰   | 11.5%  |                |
| 3回戦                                                     | 5月04日 | 帰る場所はどこ?      | 山室大輔   | 8.7%   |                |
| 4回戦                                                     | 5月11日 | 運命は残酷           | 川嶋龍太郎 | 7.0%   |                |
| 5回戦                                                     | 5月18日 | 命をかけた恋         | 土井裕泰   | 8.0%   | 30分繰り下げ   |
| 6回戦                                                     | 5月25日 | 未来への贈り物       | 山室大輔   | 7.6%   |                |
| 7回戦                                                     | 6月01日 | 愛の旋律〜君は宝もの | 土井裕泰   | 6.9%   | 25分繰り下げ   |
| 8回戦                                                     | 6月08日 | 予想外のライバル     | 川嶋龍太郎 | 6.3%   |                |
| 9回戦                                                     | 6月15日 | 言えない気持ち       | 山室大輔   | 5.9%   |                |
| 10回戦                                                    | 6月22日 | 届かぬ想い           | 土井裕泰   | 7.4%   | 30分繰り下げ   |
| 最終戦                                                    | 6月29日 | 涙の最終回〜運命の愛 | 土井裕泰   | 7.2%   |                |
| 平均視聴率 8.3%（視聴率は関東地区・ビデオリサーチ社調べ） |         |                      |            |        |                |

## ロケ地
- 千葉大学
- 飛田給駅：サッカーボールのオブジェが天井からぶら下がっている駅舎。
- 八千代緑が丘駅：眞崎三朗と高見凛子が出会った駅。